# Йоргос Галициос
Йоргос Галициос (на гръцки: Γιώργος Γκαλίτσιος) e гръцки футболист, защитник. Син е на Янис Галициос, който също е бил звезден играч на Лариса през 1980-те години.

## Кариера
Играл като десен бек в много мачове в юношеските формации на „Лариса“. Притежава невероятни качества.
Заема важна роля и става много ценен играч в „Лариса“ през времето на престоя си, включително и в евротурнирите, привличайки интереса на по-големите гръцки клубове.
През януари 2008 г. се потвърждава, че Галициос ще подпише с „Олимпиакос“ за сезон 2008-2009. Играе по време на мача с „Арсенал“, но получава лека контузия в 75-ата минута и е сменен.

## Национален тим
След добрите изяви е повикан в Националния отбор на Гърция от треньора Ото Рехнгел.